# Estatua

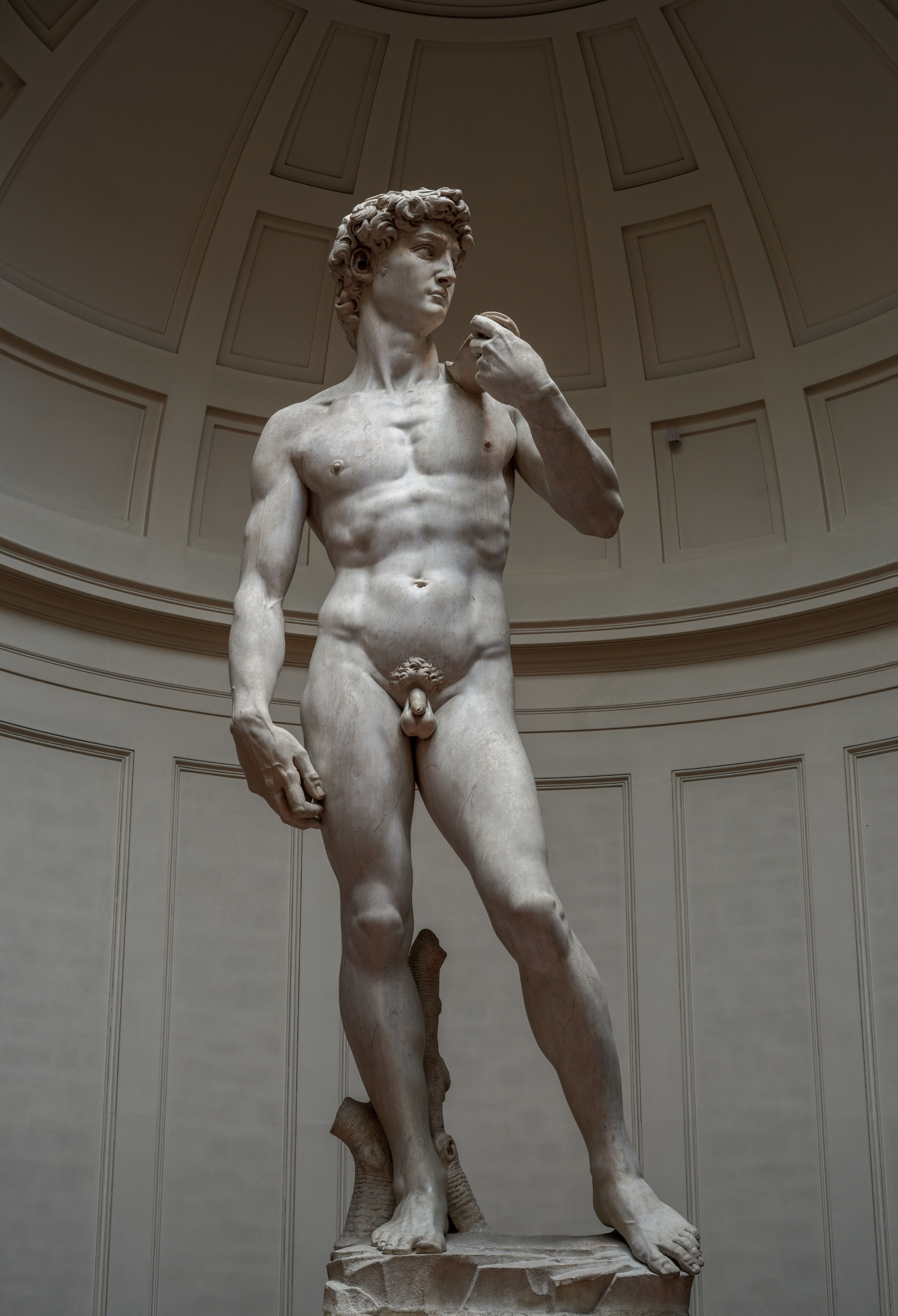
El David de Miguel Ángel.

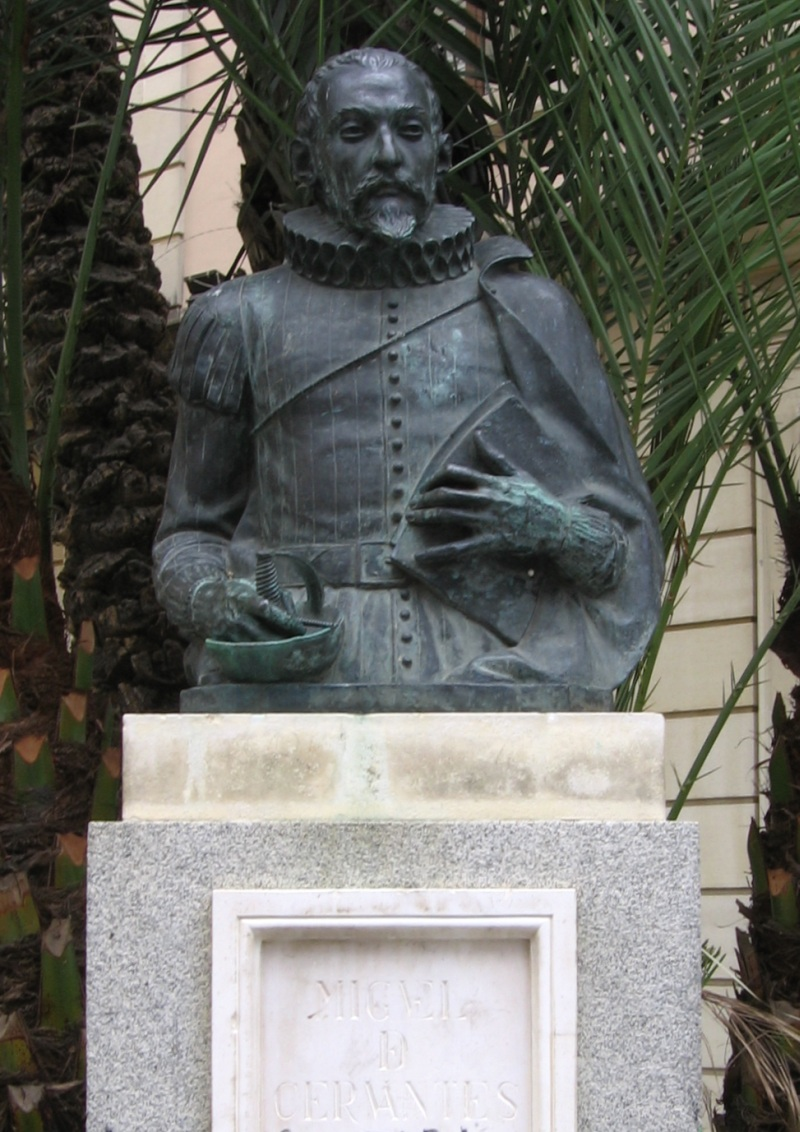
Escultura de 'medio cuerpo' de Miguel de Cervantes Saavedra, junto a la que fuera Cárcel Real de Sevilla, el lugar donde estuvo encarcelado.

Una estatua es la obra escultórica elaborada a imitación del natural, que generalmente representa en efigie a una figura humana.

## Función
Las estatuas han sido un elemento constante en muchas culturas y sociedades. Con ellas, imitando modelos reales, se intenta evocar a dioses, personajes, o conceptos como la libertad y la justicia.
Lo que el concepto de la estatua inspira ha sido incluido en obras creativas, desde el juego infantil "las estatuas de marfil", hasta la ópera Don Giovanni de Mozart.
Las esculturas de carácter histórico o cultural se exhiben en museos por sus connotaciones estéticas o culturales, dependiendo de la importancia de la obra, del autor o por su antigüedad.

## Técnicas
Las estatuas pueden ser esculpidas en piedra, talladas en madera, modeladas en arcilla, o elaboradas con otras técnicas, como puede ser el moldeando –vertiendo bronce en moldes–, mediante soldadura o por ensamblaje de varios elementos.

## Materiales
Los materiales empleados son muy variados, generalmente elección del artista, y algunas veces de quien encarga la obra. Las estatuas más antiguas solían esculpirse en materiales pétreos, como mármol, caliza, alabastro, granito y diorita; también se elaboraban con metales y aleaciones, como cobre, bronce, hierro, acero, incluso plata y oro. Modernamente se utiliza cualquier tipo de material que se pueda tallar o moldear, como hormigón, polímeros, materiales plásticos, etc.

## Denominaciones

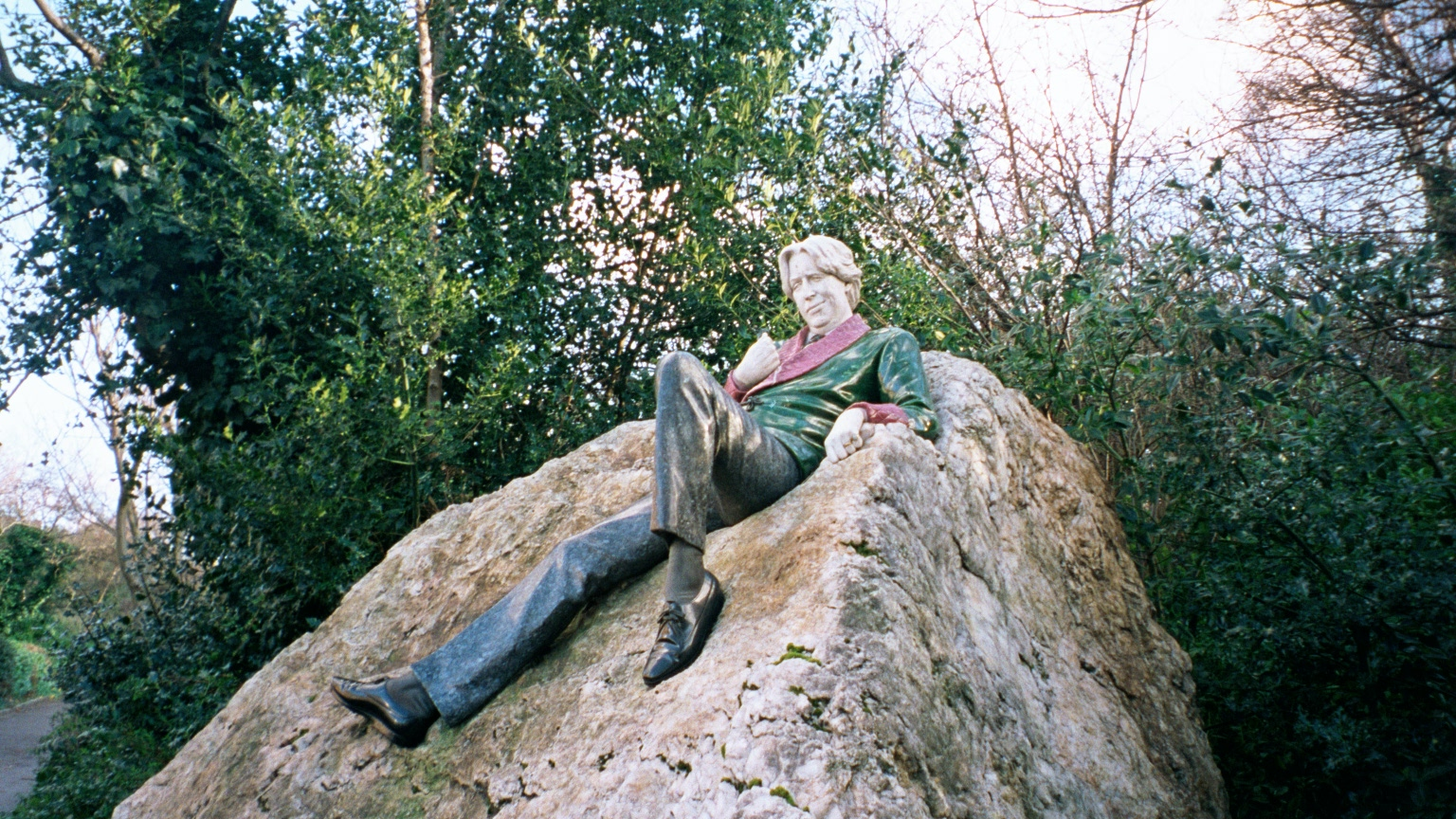
La estatua de bronce polícroma de Oscar Wilde, recostado en una roca, en el Parque Merrion, Dublín.

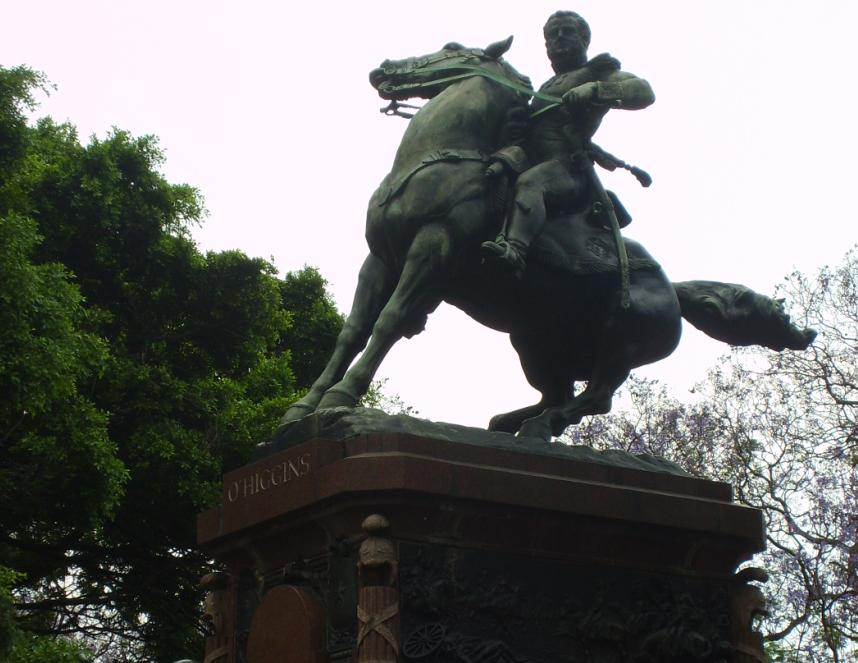
Estatua ecuestre de Bernardo O'Higgins.

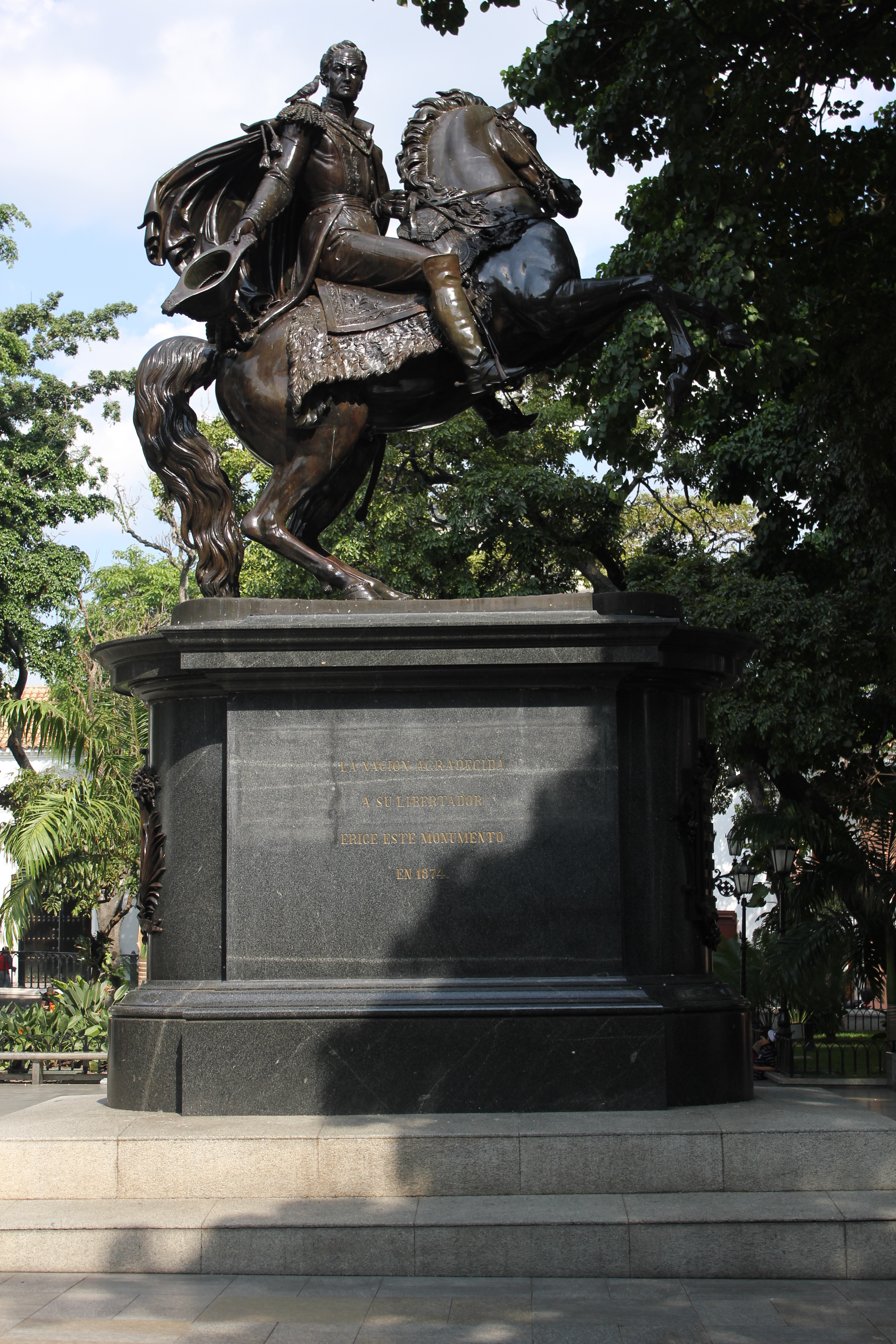
Estatua ecuestre de Simón Bolívar, Plaza Bolívar de Caracas.

Una estatua, en función de su actitud, puede presentar las siguientes denominaciones:
- propia, en pie,
- sedente, sentada,
- yacente, tumbada generalmente sobre un sarcófago,
- ecuestre, a caballo,
- orante, arrodillada,
- oferente, ofreciendo presentes.

Por la zona del cuerpo humano representada, se distingue:
- busto, si muestra solo la cabeza y la parte superior del tórax,
- herma, un busto que se prolonga por su base en forma de alto pedestal, más estrecho hacia abajo y sin solución de continuidad con la figura,
- torso, fragmento de escultura sin cabeza, piernas y brazos (típica en escultura romana, añadiéndose el resto del cuerpo en piedra de distinto color y textura).

Por su tamaño, se denominan:
- colosos, las estatuas de gran tamaño que suelen representar a una personalidad destacada.
- estatuillas, las que tienen pequeño tamaño. Suelen utilizarse como elemento ornamental o de culto.

### Imaginería polícroma
La imaginería polícroma es un género caracterizado por el acabado coloreado de la escultura; su origen se remonta a las tallas en madera de la más remota antigüedad, destacando por su hermosura y realismo las esculturas de imaginería procesional españolas;

## Simbología
Las estatuas del Antiguo Egipto representan a dioses, personajes vivos o fallecidos, en actitud estática. Pensaban que poseían parte del espíritu (ka) del representado.

## Ejemplos
- Coloso de Rodas
- Estatua sedente de Kefrén
- Estatua sedente del príncipe Gudea
- Estatua de Zeus en Olimpia
- Estatua ecuestre de Marco Aurelio
- Gomateshwara
- Estatua ecuestre de Carlos III
- Estatua de la Libertad